# Schönau am Königssee
Schönau am Königssee è un comune tedesco di 5 706 abitanti situato nel land della Baviera. Come emerge dal nome, esso si affaccia sul lago Königssee.
Dotato di un porto sul lago, da esso partono i battelli turistici che navigano il lago fino all'altra estremità ed alla penisola di San Bartolomeo, ove è sita l'omonima, antica cappella.

## Geografia fisica

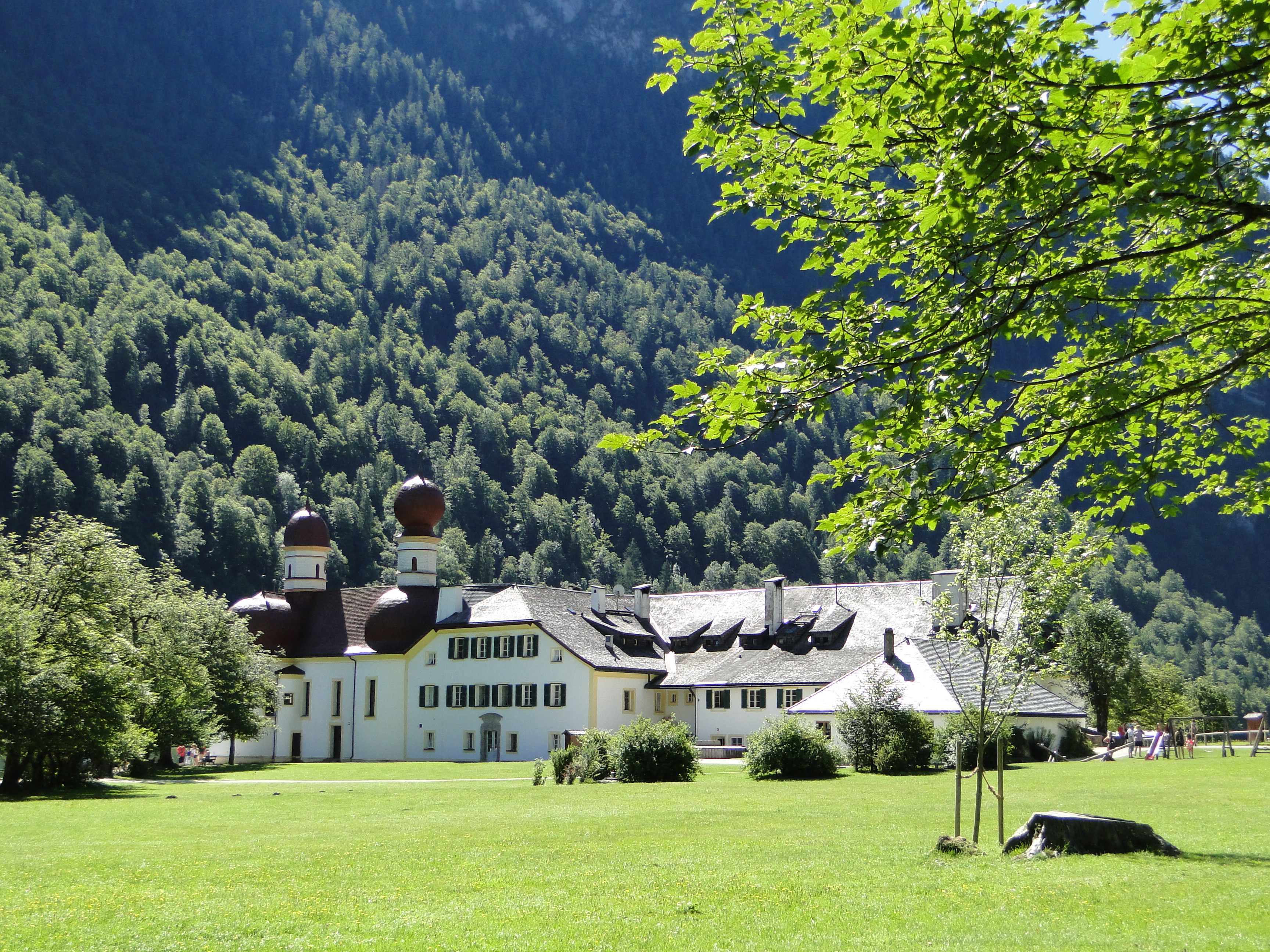
Complesso edificato sulla penisola di San Bartolomeo comprendente l'omonima cappella e il casino di caccia

### Comuni confinanti
I comuni confinanti sono: a nord-est, il gemeindefreie Gebiet Eck e Berchtesgaden, a nordovest Bischofswiesen e ad ovest Ramsau bei Berchtesgaden; da sudovest ad est il confine con l'Austria e i relativi comuni austriaci di Saalfelden (sudovest), Maria Alm (sud), Werfen (sudest) e Golling (est).

## Monumenti e luoghi d'interesse
- Lago Königssee, lago montano di origine glaciale, lungo poco più di 7 chilometri, si trova nel territorio del limitrofo comune di Schönau am Königssee. Facente parte del Parco nazionale Berchtesgaden, è meta turistica molto frequentata ove battelli mossi da motori elettrici portano i turisti all'estremità opposta del lago, ove si può salire con breve camminata al superiore, piccolo lago di Obersee, e alla penisola di Hirschau, ove si trova la Cappella di San Bartolomeo
- Cappella di San Bartolomeo, antico e grazioso edificio religioso in stile barocco, risalente al XII secolo, più volte rimaneggiato (l'ultima ristrutturazione su disposizione di Ludovico II di Baviera), con pianta a tre conche e le caratteristiche cupole absidali a forma di cipolla e dipinte di rosso vivo; è meta di pellegrinaggi

- Nelle sue adiacenze è situata la pista di slittino, bob e skeleton. Costruita nel 1967, è il primo tracciato al mondo refrigerato artificialmente (dal 1968) ed è stabilmente sede delle più importanti competizioni della stagione agonistica degli sport da slitta.